# Sonja Friedmann-Wolf
Sonja Friedmann-Wolf (* 1923 in Berlin; † 1986 in Tel Aviv) war eine deutsche Autorin.

## Leben und Wirken
Sonja Wolf war die Tochter von Lothar Wolf und Martha Ruben-Wolf. Sie emigrierte 1933 mit ihren Eltern und dem zwei Jahre jüngeren Bruder Walter über Lugano und Paris in die Sowjetunion und kam 1934 nach Moskau. Die Kinder wurden zunächst in einem Kinderheim in Iwanowo untergebracht und kamen später wieder zu ihren Eltern. Nachdem der Vater 1938 als angeblicher „trotzkistischer Gestapospion“ zum Tode verurteilt wurde und die Mutter 1939 Selbstmord beging, wurde Sonja Wolf im Alter von 17 Jahren alkoholabhängig. Sie wurde Informantin des Volkskommissariats für innere Angelegenheiten. Wegen der Selbsterkenntnis ihrer Verstrickung in das stalinistische System wollte sie sich das Leben nehmen, wurde aber von ihrem Bruder gerettet.
1941 wurden sie und ihr Bruder nach Karaganda in Kasachstan deportiert. Ihr Bruder wurde später in die Arbeitsarmee und 1943 in die Rote Armee eingezogen; er fiel 1943 an der Front.
Sonja Wolf heiratete 1942 den Zionisten Israel Friedmann aus Litauen und wurde 1944 Mutter einer Tochter. 1948 kam sie zu ihrem Mann und der Tochter nach Vilnius. Dort betrieb sie die Rehabilitierung ihres Vaters. Dabei suchte sie Hilfe bei Lion Feuchtwanger, der sich bereits beim Generalstaatsanwalt für ihren Vater eingesetzt hatte und mit dem sie bis zu dessen Tod im Jahr 1958 in Briefwechsel stand. 
1958 reiste die Familie zunächst nach Ost-Berlin aus, fuhr nach vier Monaten nach West-Berlin und emigrierte von dort aus nach Israel. Dort begann Sonja Friedmann-Wolf, ihre Lebenserinnerungen aufzuschreiben; 1963 schloss sie das Manuskript ab. Ihre Angebote an deutsche Verlage wurden jedoch abgelehnt.
Nach dem Tod ihres Mannes im Jahr 1972 machte sie in Deutschland eine Ausbildung zur medizinischen Fußpflegerin und eröffnete 1974 eine Praxis in Tel Aviv. 1986 beging sie in Tel Aviv Selbstmord.
2013 wurde ihre Autobiografie nach Betreiben ihrer Tochter Ester Noter und Mitherausgeber Ingo Way im Aufbau-Verlag Berlin unter dem Titel Im roten Eis herausgegeben. Die Ausgabe wurde von der Bundesstiftung zur Aufarbeitung der SED-Diktatur als „wissenschaftliche Edition“ mit einem Druckkostenzuschuss gefördert.

## Werke
- Im roten Eis. Schicksalswege meiner Familie 1933–1958. Hrsg. Reinhard Müller, Ingo Way. Aufbau, Berlin 2013, ISBN 978-3-351-03538-9 (Google books).